# Basilius Schuman
Basilius Schuman, auch Blasius Schuman (* vor 1500, † nach 1531) war ein deutscher evangelischer Theologe der Reformationszeit.

## Leben
Über Basilius Schuman liegen sehr wenig Lebensdaten vor. Er war 1513 in Leipzig als „frater Blasius Schuman ordinis Premonstratensium“ (Bruder Blasius Schuman vom Prämonstratenserorden) immatrikuliert. Während des Studiums wechselte er nach Wittenberg und erwarb dort im Sommersemester 1517 den Lizenziatengrad im kanonischen Recht. Basilius Schuman war Stiftsherr in Calbe. Von 1526 bis 1530 war er Pfarrer in Ragösen.
Basilius Schuman wurde am 18. Dezember 1530 von Martin Luther in einem Brief als Superintendent für die Stadt Göttingen vorgeschlagen. Wegen Uneinigkeiten über die Umzugskosten trat Schuman die Stelle in Göttingen allerdings nicht an. Stattdessen wechselte er nach Goslar. Über das weitere Wirken von Basilius Schuman in Goslar ist nichts bekannt.